# František Xaver Prusík
František Xaver Prusík (24. listopadu 1845 Výrov u Plzně – 7. června 1905 Stupčice u Tábora) byl český filozof, pedagog, slovanský filolog, překladatel, historik ruské literatury a badatel v oboru starověkých literárních památek. Mj. byl vydavatelem časopisu Krok.

## Životopis
Narodil se v obci Výrov severně od Plzně v západních Čechách. Vystudoval Akademické gymnázium v Praze, poté nastoupil na Filozofickou fakultu Karlo-Ferdinandovy univerzity v Praze, kterou ukončil v roce 1868 s titulem doktora filozofie. Během studia studoval slovinštinu, francouzštinu a angličtinu, dále pak další slovanské jazyky. Ještě před absolvováním univerzity založil v roce 1867 Jednotu českých filologů, dále byl členem obecně prospěšné společnosti na pomoc chudým filozofům. Od roku 1868 vyučoval čtyři roky češtinu na německém gymnáziu v Plzni. Zdokonalil se jako učitel jazyka českého a klasické filologie a roku 1872 se stal učitelem na reálném gymnáziu v Příbrami, odkud odešel roku 1877, aby vykonával funkci ředitele reálného gymnázia v Roudnici nad Labem. V roce 1885 se stal ředitelem a vyučoval v pozici profesora na Akademickém gymnáziu v Praze. Koncem roku 1901 odešel z gymnázia do důchodu.
V letech 1887 až 1889 redigoval a vydával časopis Krok. Od roku 1891 byl akademikem Královské české akademie věd v Praze. Byl jedním ze zakladatelů spolku Minerva, v jehož čele stál v letech 1890 až 1891 a 1893 až 1895. 
Kromě toho vytvořil řadu překladů vědeckých prací z různých germánských, románských a slovanských jazyků, včetně angličtiny, němčiny, francouzštiny, slovinštiny či ruštiny.
František Xaver Prusík zemřel 7. června 1905 ve Stupčicích u Tábora.

## Dílo (výběr)
- Rukopis Kralodvorský: Staročeské zpěvy hrdinské a milostné (1886)[1]
- O jménech osobních a původu příjmení českých (1889)
- Staročeské Alexandreidy rýmované (1894)